# Johann Philipp Ostertag
Johann Philipp Ostertag (* 30. Mai 1734 in Idstein; † 23. November 1801 in Regensburg) war ein deutscher evangelischer Theologe, Pädagoge, Philologe und Mathematiker. Seine am Landesgymnasium in Weilburg als Prorektor erworbenen Erfahrungen konnte er nach 1776 als Rektor des evangelischen, städtischen Gymnasium poeticum in Regensburg nutzen. Auch in Regensburg strukturierte er den Unterricht im Sinne der Aufklärung neu und führte neue Lehrmethoden ein. Als Anhänger einer humanen Pädagogik trat er für Bildungsgerechtigkeit ein und auch für eine angemessene Besoldung der Lehrkräfte.

## Leben

### Ausbildung
Johann Philipp Ostertag war der Sohn eines gleichnamigen Stadtpfarrers und Konsistorialrats in Idstein. Er erhielt seinen ersten Unterricht durch den Vater und besuchte sodann das Gymnasium von Idstein, dessen Rektor sein Onkel mütterlicherseits, Johann Michael Stritter, war. Dessen Vorträge weckten Ostertags Interesse für Mathematik und Astronomie; er erhielt durch Stritter aber auch eine gute philologische Bildung. 1751 ging Ostertag nach Jena, um dort nach dem Wunsch seines Vaters Theologie zu studieren. Schon hier bildete er sich daneben in alten Sprachen, Mathematik und Philologie, noch mehr in Gießen, wohin ihn namentlich der Ruf des Philosophen und Mathematikers Andreas Böhm zog. Hier hörte er auch kanonisches Recht beim Kanzler Christoph Matthäus Pfaff und hielt als Privatdozent erste Vorlesungen.

### Tätigkeit in Weilburg
Als Ostertag 1755 in die Heimat zurückkehrte, trug ihm der damalige nassau-weilburgische Regierungspräsident von la Potterie die Konrektor-Stelle am Landesgymnasium in Weilburg an. Er folgte dieser Berufung, wurde bald Prorektor und bereits 1763 Rektor der Schule. In dieser Stellung durfte er die Verhältnisse der ihm anvertrauten Schule neu gestalten. Als einer der ersten deutschen Schulmänner führte er den Mathematik- und Physikunterricht ein, legte eine Sammlung physikalischer Geräte an, erweiterte den deutschen Unterricht und ordnete die Schulzucht und die äußeren Verhältnisse der Lehrer. Er erweiterte auch den Lehrplan der Schule durch Einführung von Vorlesungen über neuere politische Geschichte, Statistik, Ästhetik und Redekunst. Angestellt wurden von ihm auch Lehrer für Tanzkunst, Musik, Französisch, Reitkunst etc. Durch seinen lebhaften mündlichen Vortrag flößte er seinen Schülern Interesse für den Unterrichtsstoff und die zu Grunde liegenden Wissenschaften ein.
Die Schule gewann durch Ostertags Reformen einen weit verbreiteten Ruf und wurde daraufhin häufig von Schülern angesehener Familien aus Holland, England und der Schweiz besucht. Wegen dieser Leistungen erhielt Ostertag mehrere Berufungen in auswärtige Stellungen. Als ihm 1774 die Stelle eines lutherischen Predigers in Den Haag angetragen wurde, reiste er zwar hin, hielt zwei Probepredigten, wurde mit großem Beifall bedacht, nahm aber den angebotenen Posten nicht an. Auch das Anerbieten des hessen-darmstädtischen Ministers Friedrich Karl von Moser, die Superintendentur in Darmstadt oder eine Professur in Gießen zu übernehmen, lehnte er ab, da er das Schicksal seines Gönners ahnte.

### Tätigkeit in Regensburg
1776 folgte Ostertag der Berufung des Rates der freien Reichsstadt Regensburg in das Rektorat des dortigen evangelischen Gymnasiums poeticum. Er übte dieses Amt als Professor der Philosophie und Mathematik bis an sein Lebensende aus, obgleich er wiederholt Angebote für andere, auch akademische Ämter bekam. Die von ihm neu eingeführten Lehrfächer Geographie, Geschichte und Mathematik und die innovativen Lehrmethoden ohne Anwendung von Zwang, Erniedrigungen, Beschimpfungen und Züchtigungen der Schüler erregten Aufmerksamkeit, fanden in Regensburg bald allgemeine Anerkennung und erhöhten das Ansehen der ihm unterstellten Schule.
Er vermochte es auch, die hohen Bildungsansprüche der Eltern von Kindern der Mitglieder und Gesandten am Reichstag zu gewährleisten und Streitigkeiten mit ruhiger und unparteiischer Festigkeit zu überwinden. Allgemeine Achtung erwarb er sich durch seinen Einsatz für die Bildung von Mädchen und Frauen aus den unteren Schichten der ländlichen Bevölkerung und durch seinen Kampf für bessere Ausbildung und Besoldung des Lehrpersonals.
1785 erzielte seine Schrift „An das aufgeklärte teutsche Publikum“, mit der Ostertag den ersten Anstoß zur Errichtung des Kepler-Monuments in Regensburg geben wollte, nur wenig Aufmerksamkeit. Die Schrift wurde aber 1806, fünf Jahre nach dem Tod von Ostertag, vom damaligen neuen Landesherren Karl Theodor von Dalberg aufgegriffen und umgesetzt. Am 23. November 1801 war der freimütige, redliche, kraftvolle Mann, der immer tolerant gegen Andersdenkende und ein trefflicher Gesellschafter war, im Alter von 66 Jahren in Regensburg gestorben. Der hinterbliebenen Witwe wurde vom Landesherren Dalberg eine Rente ausgesetzt.

## Werk
Die zahlreichen wissenschaftlichen Arbeiten, durch die sich Ostertag einen Namen gemacht hat, bilden im Wesentlichen zwei Gruppen. Die erste Gruppe umfasst Übersetzungen alter Schriftsteller, vornehmlich römischer Historiker. Gemeinsam mit dem Professor Bergsträsser besorgte er seit 1781 die Herausgabe der zu Frankfurt am Main gedruckten Sammlung von Übertragungen römischer Prosaiker. Er selbst verfasste u. a.:
- Versuch einer deutschen Übersetzung der ersten drei Aufzüge von des Euripides’ Phönissen, Wetzlar 1771
- Justinus Weltgeschichte, aus dem Latein, Frankfurt 1781
- Cajus Suetonius Tranquillus übersetzt und mit erläuternden Anmerkungen begleitet, 2 Bde., Frankfurt 1788–89
- Die sechs kleineren Geschichtsbücher der Historia Augusta übersetzt und mit erläuternden Anmerkungen versehen, 2 Bde., Frankfurt 1790, 1793
- Des Titus Livius aus Padua römische Geschichte übersetzt und mit erläuternden Anmerkungen begleitet, 10 Bde., 1790–1798
- Quintus Curtius Rufus von dem Leben und den Taten Alexanders des Großen, mit Johann Freinsbeims Ergänzungen übersetzt und mit Anmerkungen begleitet, 2 Bde., Frankfurt 1785; 2. Auflage ebd. 1799
- Lucanus, De bello civili, Bd. I, erschienen 1811

Diese Werke erschienen teilweise in mehreren Auflagen und waren auch wegen der beigefügten erläuternden Anmerkungen meist geographischen und antiquarischen Inhalts wertvoll. Sinn und Ton der Originale sind in diesen Übersetzungen zwar meist gut getroffen, aber öfters vermisst man in ihnen Geschmeidigkeit und Leichtigkeit des Ausdrucks.
Die zweite Gruppe von Ostertags Werken bilden die Schriften über mathematische, astronomische und physikalische Probleme des Altertums, so u. a.:
- Commentatio philologico-physica de Jove Elicio, 1775
- De Scaphiis veterum, Regensburg 1778
- De auspiciis et acuminibus, Regensburg 1779
- Über die Scaphien der Alten und zwar von ihrem gnomonischen Gebrauche, Regensburg 1780
- Über die Berechnung der Zinsen bei den Griechen und Römern, nach Pauctons Metrologie, Regensburg 1784
- Antiquarische Abhandlung über die Gewitter-Electricität, 1785
- Über den ehemaligen auf dem Marsfelde zu Rom gestandenen gnomonischen Prachtkegel, Regensburg 1785
- Über den Ursprung der Sternbilder und die daraus zu erklärende Mythologie, nach den Abhandlungen des Herrn Dupuis, 4 Hefte, Regensburg 1787–90
- Über das Verhältnis der Maße der Alten zu den heutigen Maßen und ein bei allen Nationen einzuführendes Eichmaß, nach Plauctons Metrologie, 4 Hefte, 1791–94

Diese letzteren Schriften, die ein damals sehr wenig bekanntes Gebiet eröffneten und noch länger wichtig waren, trugen Ostertag 1784 die Mitgliedschaft der königlich bayerischen Akademie der Wissenschaften ein.
Dagegen gerieten die zahlreichen Predigten und Reden über verschiedene Themen (u. a. eine Festrede über den Urang-Otang 1770) bald in Vergessenheit.
Um das Andenken an den großen Mathematiker und Astronomen Johannes Kepler zu fördern, der 1630 in Regensburg gestorben war, und um Kepler zu ehren, schrieb Ostertag einen Aufsatz über Keplers Leben und seine Verdienste. Mit dieser Schrift verband Ostertag die Vorstellung, Kepler ein Denkmal zu setzen. Er wiederholte seinen Vorschlag in einer weiteren Schrift Keplers Monument in Regensburg. Trotz dieser Aufforderungen wurde das Monument aber erst 1808 errichtet, nachdem der Vorschlag auch die Unterstützung des Regensburger Fürstprimas Karl Theodor von Dalberg erhalten hatte.
Eine ziemlich umfangreiche erste Sammlung von Ostertags kleinen Schriften gaben 1810 seine Freunde Bösner, B. Leopold von Seckendorf und A. Kayser aus seinem Nachlass heraus, die Fortsetzung ist nicht erschienen. Dort findet sich auch ein vollständiges Verzeichnis seiner Schriften (S. XXIII–XXVIII), sowie ein Anhang über das Regensburger Kepler-Denkmal, für dessen Errichtung Ostertag das Hauptverdienst zukommt.